# Tännichtkuppe
Die Tännichtkuppe ist ein 414,5 m ü. NHN hoher Berg im Lausitzer Bergland. Er liegt südlich von Saupsdorf (Ortsteil der Stadt Sebnitz) im Landkreis Sächsische Schweiz-Osterzgebirge in Sachsen.

## Geographie
Der Berg liegt im Lausitzer Bergland an der Grenze zum Elbsandsteingebirge in der Sächsischen Schweiz. Südlich der Tännichtkuppe verläuft die Lausitzer Verwerfung. Das geologische Grundgestein besteht aus Lausitzer Granodiorit, der an mehreren Stellen durch Basalt und Dolerit gestört ist. Der vorherrschende Bodentyp ist podsolige Braunerde und entlang der Bäche befindet sich Gley. Der größte Teil des Hügels ist von Nutzwäldern bedeckt. Die nördlichen bis westlichen Hänge fallen ins Tal des Saupsdorfer Baches, die östlichen bis südlichen Hänge sind vom Räumichtbach und seine Zuflüssen begrenzt. Der gesamte Hügel liegt im Einzugsgebiet der Kirnitzsch, welche über die Elbe in die Nordsee entwässert. Die Tännichtkuppe grenzt im Norden und Nordosten an den Wachberg (497 m) und im Nordosten und Osten an den Sandberg (409 m). Der Hügel liegt im Landschaftsschutzgebiet Sächsische Schweiz.